# Thierry Doubai
Moussé Doubai Tapé of Thierry Doubai (Adjamé, 1 juli 1988) is een Ivoriaans voetballer die bij voorkeur als middenvelder speelt. Hij kwam onder meer uit voor BSC Young Boys en Sochaux.

## Clubcarrière
Doubai tekende op 22 augustus 2007 zijn eerste profcontract bij BSC Young Boys, dat hem overnam van de Ivoriaanse amateurclub AS Athletique D'Adjame. Hij debuteerde in het betaalde voetbal op 2 september 2007 in de competitiewedstrijd tegen FC St. Gallen. Hij begon in de basis en speelde de volledige wedstrijd. Doubai speelde in vier jaar tijd 99 officiële duels voor de club, waarin hij tweemaal trefzeker was.
In juli 2011 tekende hij een contract voor vijf jaar bij Udinese. Hier speelde hij echter in het seizoen 2011/12 welgeteld één minuut in de Serie A, waarop de club besloot om hem het komende seizoen aan FC Sochaux te verhuren, dat een optie tot koop in het contract bedong. Na de verhuurperiode lichtte de club deze optie en contracteerde hem voor vier seizoenen.
In de zomer van 2014 vertrok hij naar FC Luzern, waarna hij in augustus 2015 een contract tekende bij Bnei Jehoeda. Aan het einde van het seizoen 2015/16 liep het contract van de middenvelder af. Nadien speelde hij van 2017 tot 2020 nog in eigen land voor AFAD Djékanou.

## Interlandcarrière
Doubai speelde 1 interland voor Ivoorkust. Op 26 maart 2008 maakte hij onder trainer Uli Stielike zijn debuut in een wedstrijd tegen Tunesië.

## Trivia
- Thierry Doubai heeft een broer, Pascal. Hij speelde van 2010 tot 2014 voor BSC Young Boys in Zwitserland.